# Ceel Buur (district)
Ceel Buur (ook: Ceelbuur, Ceelbur, El Bur, El Buur) is een van de vijf districten binnen de regio Galguduud in Centraal-Somalië.
 De districtshoofdstad is Ceel Buur.
De overige vier districten in de regio Galguduud zijn:
- het district Adado, met de districtshoofdstad Adado (ook Cadaado genoemd);
- het district Abudwak, met de districtshoofdstad Abudwak (ook Caabudwaaq genoemd);
- het district Ceel Dheer, met de districtshoofdstad Ceel Dheer (ook El Der genoemd);
- het district Dhusamarreeb, met de districtshoofdstad Dhusamarreeb.